# Sandro Wagner
Sandro Wagner (* 29. November 1987 in München) ist ein ehemaliger deutscher Fußballspieler und heutiger Fußballtrainer. Nach elf Jahren in der Jugend des FC Bayern München war er knapp zehn Jahre bei sechs verschiedenen Vereinen in Deutschland aktiv, wobei ihm beim SV Darmstadt 98 und bei der TSG 1899 Hoffenheim der Durchbruch in der Bundesliga gelang. Nach einem Jahr beim FC Bayern München stand er von Ende Januar 2019 bis Ende Juli 2020 in der Chinese Super League bei Tianjin Teda unter Vertrag. Mit 29 Jahren kam er erstmals für die A-Nationalmannschaft zum Einsatz und bestritt acht Länderspiele.
Als 32-Jähriger beendete der Stürmer seine aktive Karriere im Sommer 2020 und wurde Fernsehkommentator und Jugendtrainer. Von 2021 bis 2023 trainierte er die SpVgg Unterhaching, die er nach dem Aufstieg in die 3. Liga verließ. Anschließend wurde er Co-Trainer der deutschen U20-Nationalmannschaft, ehe er im September 2023 zum Co-Trainer der A-Nationalmannschaft berufen wurde. Seit Juli 2025 ist Wagner Cheftrainer des FC Augsburg.

## Spielerkarriere

### Vereine

#### Anfänge in München
Wagner begann als Dreijähriger beim FC Hertha München in Sendling mit dem Fußballspielen und wechselte 1995 in die Jugendabteilung des FC Bayern München. Dort durchlief er sämtliche Jugendmannschaften und rückte 2005 in die Regionalliga-Mannschaft auf, in der er am 27. Mai 2006 (34. Spieltag) – beim 1:1 im Heimspiel gegen Eintracht Trier – debütierte.
Er absolvierte die Vorbereitung auf die Saison 2007/08 mit der ersten Mannschaft. Nach Ausfällen von Jan Schlaudraff, Lukas Podolski und Luca Toni gab er am 21. Juli 2007 im Ligapokalspiel gegen Werder Bremen sein Pflichtspieldebüt in der Profimannschaft. Am 25. Juli 2007 erzielte er im Halbfinale des Wettbewerbs beim 2:0-Sieg gegen den VfB Stuttgart, als er in der Startformation stand, sein erstes Tor als Profi.
Am 11. August 2007 (1. Spieltag) gab er beim 3:0-Sieg im Heimspiel gegen Hansa Rostock – in der 87. Minute für Miroslav Klose eingewechselt – sein Bundesligadebüt.

#### MSV Duisburg und Werder Bremen
Am 9. Juni 2008 unterschrieb er einen Zweijahresvertrag beim damaligen Bundesliga-Absteiger MSV Duisburg. Sein erstes Spiel für den MSV absolvierte er am 10. August 2008 in der ersten Runde des DFB-Pokals gegen den ASV Bergedorf 85, wobei ihm beim 5:1-Auswärtssieg zwei Tore sowie eine Torvorlage gelangen. Am 18. August 2008 debütierte er dann in der 2. Bundesliga gegen Hansa Rostock. Dort erzielte er erneut ein Tor und bereitete die zwischenzeitliche 2:1-Führung von Cédric Makiadi vor. In der Saison 2009/10 erzielte Wagner in den ersten vier Saisonspielen fünf Tore, zog sich jedoch am 18. September 2009 im Spiel gegen Arminia Bielefeld einen Kreuzbandriss zu.
Am 31. Januar 2010, kurz vor Ende der Transferperiode, wechselte der noch immer verletzte Wagner zum SV Werder Bremen. Er unterschrieb einen bis zum 30. Juni 2014 laufenden Vertrag. Im Gegenzug wurde Kevin Schindler bis zum Saisonende von den Bremern an den MSV verliehen. Fast drei Jahre nach seinem letzten Einsatz in der Bundesliga (1:1 im Spiel Hamburger SV gegen Bayern München am 2. September 2007) bestritt er am 21. August 2010 bei der 1:4-Niederlage im Auswärtsspiel gegen die TSG 1899 Hoffenheim wieder eine Partie in der höchsten Spielklasse, als er in der 73. Minute für Tim Borowski eingewechselt wurde. Sein erstes Bundesligator erzielte er am 6. März 2011 beim 3:1-Sieg im Auswärtsspiel gegen den SC Freiburg mit dem Tor zum 1:0. Am 19. März 2011 beim 3:1-Sieg im Auswärtsspiel gegen den 1. FC Nürnberg verwandelte er zwei Elfmeter und traf damit erstmals zweifach in einem Erstligaspiel.

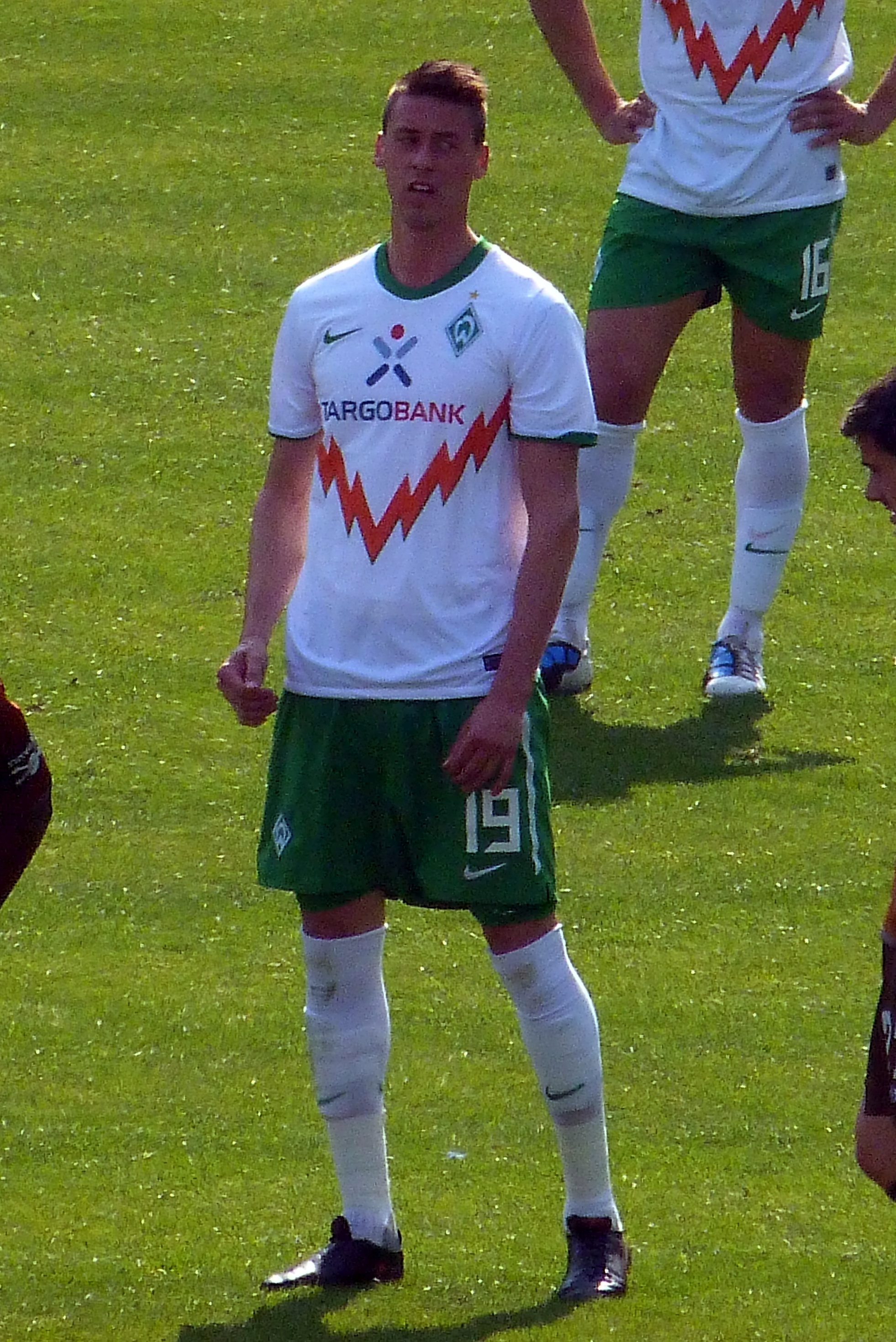
Wagner als Spieler von Werder Bremen (2011)

Am 19. Januar 2012 wechselte Wagner für eineinhalb Jahre auf Leihbasis zum Ligakonkurrenten 1. FC Kaiserslautern. Am Wochenende nach seiner Verpflichtung spielte der FCK am 21. Januar 2012 gegen Werder Bremen. Für diese Begegnung wurde er jedoch nicht berücksichtigt, darauf hatten sich beide Vereine geeinigt. So kam er erst am 28. Januar 2012 gegen den FC Augsburg zu seinem Debüt über 90 Minuten.

#### Hertha BSC
Nach dem Abstieg des FCK aus der Bundesliga kehrte Wagner schon nach nur einem halben Jahr zu Werder Bremen zurück. Dort fand er im Kader der Profis allerdings keine Berücksichtigung mehr und trainierte fortan mit der zweiten Mannschaft. Darüber hinaus wurde ihm nahegelegt, sich einen neuen Verein zu suchen. Ende Juli 2012 wechselte Wagner schließlich zum Zweitligisten Hertha BSC. Er unterschrieb einen Vertrag für zwei Spielzeiten und erhielt im Kader von Trainer Jos Luhukay das Trikot mit der Rückennummer 33. Sein erstes Spiel für Berlin absolvierte er am 3. August 2012 im Heimspiel gegen den SC Paderborn. Am 19. August 2012 debütierte er für den Hauptstadt-Klub im DFB-Pokal gegen Wormatia Worms, wobei er bei der 1:2-Niederlage das einzige Tor für die Hertha erzielte.

#### SV Darmstadt 98
Nach insgesamt 75 Spielen in drei Jahren für Berlin wechselte Wagner zur Saison 2015/16 zum Bundesligaaufsteiger SV Darmstadt 98. Dort erhielt er einen Zweijahresvertrag. Sein erstes Spiel absolvierte der Mittelstürmer, als er am ersten Spieltag gegen Hannover 96 für Dominik Stroh-Engel eingewechselt wurde. Nach einem Doppelpack beim 2:1-Sieg gegen seinen Ex-Club Werder Bremen etablierte er sich als Stammspieler bei den Lilien. Am 27. Oktober 2015 schoss Wagner den SV Darmstadt mit dem Tor zum 2:1 gegen Hannover 96 ins Achtelfinale des DFB-Pokals. Mit insgesamt 14 Toren in 32 Punktspielen trug er maßgeblich zum Klassenerhalt Darmstadts bei. In einem Interview im April 2016 löste er mit der Aussage, dass „Fußballer teilweise zu wenig verdienen“, ein negatives Medienecho aus.

#### TSG 1899 Hoffenheim
Zur Saison 2016/17 wurde Wagner aufgrund seiner Leistungen im Vorjahr von der TSG 1899 Hoffenheim verpflichtet. In der ersten Runde des DFB-Pokals erzielte Wagner am 21. August 2016 beim 6:0-Auswärtssieg gegen den 1. FC Germania Egestorf/Langreder sein erstes Tor für die TSG. Eine Woche später debütierte er für seinen neuen Verein erstmals in der Bundesliga, als er beim 2:2 gegen RB Leipzig über volle 90 Minuten spielte. Nach 12 Toren in 33 Pflichtspielen für Hoffenheim wurde im Juli 2017 sein Vertrag bis 2020 verlängert. Mit Platz vier erreichte Hoffenheim die Champions-League-Qualifikation und traf dort auf den späteren Finalisten FC Liverpool. Beide Spiele wurden verloren und im Rückspiel an der Anfield Road erzielte er ein Tor. Aufgrund der Niederlagen spielte die TSG folglich in der Europa League. Dort erzielte Wagner in drei Spielen ein Tor und schied mit der Mannschaft bereits in der Vorrunde aus.

#### Rückkehr zum FC Bayern

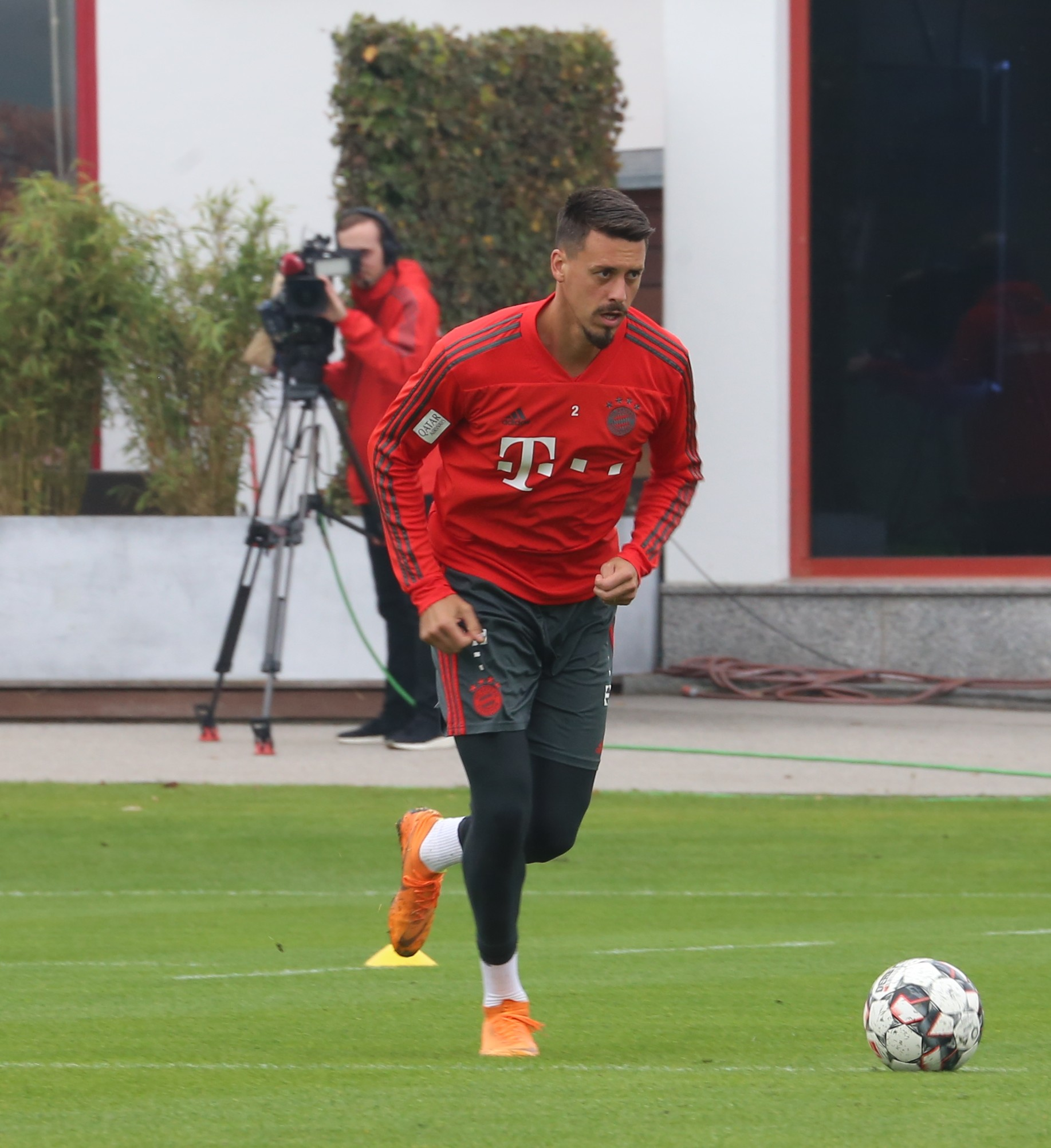
Wagner im Training beim FC Bayern (2018)

Zur Rückrunde der Saison 2017/18 kehrte Wagner zum FC Bayern München zurück. Er erhielt einen bis zum 30. Juni 2020 laufenden Vertrag und wurde als Backup von Robert Lewandowski eingeplant. Zehn Jahre nach seinem letzten Einsatz für seinen Jugendclub gab er am 12. Januar 2018 beim 3:1-Auswärtssieg gegen Bayer 04 Leverkusen sein Comeback, als er in der 78. Spielminute für Franck Ribéry eingewechselt wurde. Ribéry war zu diesem Zeitpunkt der einzige Spieler im Kader, mit dem Wagner in der Saison 2007/08 noch zusammengespielt hatte. Am 27. Januar 2018 erzielte Wagner beim 5:2-Heimsieg gegen seinen ehemaligen Verein TSG Hoffenheim mit dem Treffer zum Endergebnis sein erstes Bundesligator für den FC Bayern. Im Rückspiel des Champions-League-Achtelfinales erzielte Wagner beim 3:1-Auswärtssieg gegen Beşiktaş Istanbul sein erstes Tor in der Champions League. Bis zum Saisonende kam Wagner unter Jupp Heynckes in der Bundesliga auf 14 Einsätze, in denen er acht Treffer erzielte.
Unter dem neuen Trainer Niko Kovač kam Wagner in der Saison 2018/19 an den ersten 19 Spieltagen zu sieben Einsätzen in der Bundesliga, davon sechs durch Einwechslung, und blieb torlos.

#### Karriereausklang in China
Ende Januar 2019 wechselte der 31-jährige Wagner in die Chinese Super League zu Tianjin Teda, wo der Deutsche Uli Stielike Trainer war. Unter Stielike kam Wagner in der Saison 2019 zu 26 Ligaeinsätzen, in denen er 12 Tore erzielte. Im Juli 2020 löste er seinen Vertrag kurz vor dem Start der Saison 2020 auf. Als Grund nannte Wagner, der bereits seit Anfang 2020 wieder in Deutschland gelebt hatte, dass er aufgrund der COVID-19-Pandemie Angst habe, nach China zu reisen.
Trotz „mehrerer Angebote aus Deutschland“ entschloss sich Wagner im August 2020 dazu, seine aktive Karriere zu beenden. Wagner hatte in seiner Laufbahn fast 250 Erst- und Zweitligaspiele im deutschen Profifußball absolviert.

„Ich habe die lange Reise sehr genossen und möchte mich einfach nur bedanken: Danke an alle meine Trainer und Mitspieler. Danke an alle Fans. Wir haben in Deutschland die tollsten Stadien und die besten Fans der Welt.“

### Nationalmannschaft
Zu seinem ersten Länderspieleinsatz kam Wagner für die U-21-Nationalmannschaft in der Duisburger MSV-Arena beim 0:0 gegen Israel am 9. September 2008, als er in der 68. Minute für Rouwen Hennings eingewechselt wurde. Nach weiteren vier Spielen wurde er von Trainer Horst Hrubesch für die U-21-Europameisterschaft 2009 in Schweden nominiert. Bis zum Finale musste er vornehmlich auf der Bank Platz nehmen. Im zweiten Vorrundenspiel gegen Finnland und im Halbfinale gegen Italien wurde er jeweils in der Schlussphase eingewechselt. Im Endspiel gegen England stand er dann für den gelbgesperrten Ashkan Dejagah von Beginn an auf dem Platz und erzielte die Tore zum 3:0 und 4:0. Sein Tor zum 4:0-Endstand wurde zum Tor des Monats Juni 2009 gewählt. Dies war auch sein letztes Spiel für die U21.

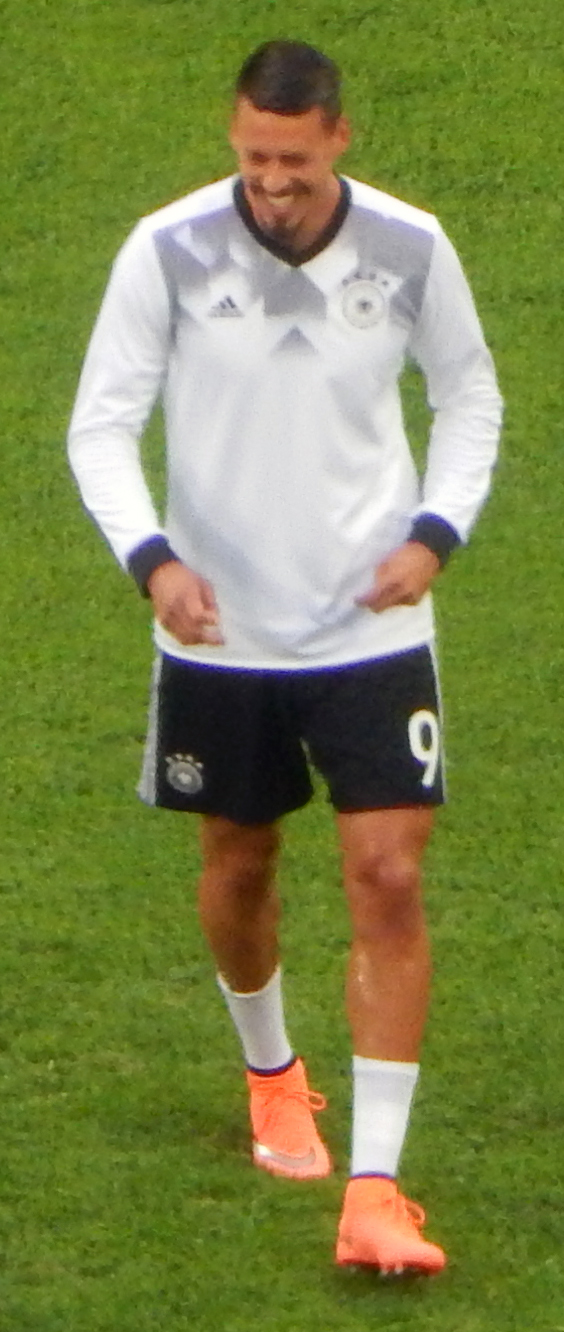
Wagner bei der deutschen Nationalmannschaft (2017)

Joachim Löw nominierte Wagner in den Kader der A-Nationalmannschaft für das Turnier um den Konföderationen-Pokal 2017 in Russland, bei dem Löw fast auf den kompletten Kader der WM 2014 verzichtete. In der Vorbereitung auf das Turnier gab Wagner am 6. Juni 2017 sein A-Länderspieldebüt beim 1:1 im Testspiel gegen die dänische Nationalmannschaft in Brøndby. Vier Tage später, am 10. Juni 2017, wurde er im WM-Qualifikationsspiel gegen San Marino eingesetzt, in dem er drei Tore erzielte. In seinen ersten fünf A-Länderspielen hatte Wagner fünf Treffer erzielt, was zuletzt Ronald Worm in den 1970er-Jahren gelungen war. Insgesamt hat Wagner acht Länderspiele absolviert. Beim Konföderationen-Pokal kam er beim 3:2-Sieg im ersten Gruppenspiel gegen Australien zum Einsatz und gewann mit der Mannschaft den Titel. Mit der Nationalelf qualifizierte er sich im selben Jahr für die Weltmeisterschaft 2018 in Russland, wurde aber nicht für den vorläufigen Kader des DFB für die Endrunde nominiert. Daraufhin trat er am 16. Mai 2018 mit sofortiger Wirkung aus der Nationalmannschaft zurück.

„Für mich ist klar, dass ich mit meiner Art, immer offen, ehrlich und direkt Dinge anzusprechen, anscheinend nicht mit dem Trainerteam zusammenpasse.“

## Trainerkarriere

### Anfänge beim DFB
Anfang Oktober 2020 fand Wagner eine Anstellung beim DFB. Dort betreute er als „Stürmertrainer U-Nationalmannschaften“ die Angreifer der Nachwuchsnationalteams.

### SpVgg Unterhaching
Im Frühjahr 2021 verließ der Münchner den DFB und wechselte zur SpVgg Unterhaching. Dort war er nach Erlangung seiner Trainer-B-Lizenz für die A-Junioren in der zweitklassigen Bayernliga verantwortlich. In einer Aufstiegsrelegation setzte sich die U19 der Hachinger gegen den 1. FC Schweinfurt 05 durch und stieg in die A-Junioren-Bundesliga Süd/Südwest auf.
Zur Saison 2021/22 übernahm Wagner als Nachfolger von Arie van Lent die Profimannschaft, die zuvor in die viertklassige Regionalliga Bayern abgestiegen war. Die Mannschaft blieb insgesamt hinter den Erwartungen zurück. Zu keinem Zeitpunkt konnte man in das Aufstiegsrennen eingreifen, das die SpVgg Bayreuth und die zweite Mannschaft des FC Bayern München, die ebenfalls aus der 3. Liga abgestiegen war, mit großem Vorsprung vor der Konkurrenz austrugen. Die SpVgg Unterhaching belegte am Saisonende den 4. Platz, hatte aber 22 Punkte Rückstand auf die Bayern-Amateure und sogar 29 Punkte auf den Meister aus Bayreuth, der in dieser Spielzeit direkt in die 3. Liga aufsteigen durfte. Im Bayerischen Toto-Pokal schied man zudem in der 2. Hauptrunde gegen den Ligakonkurrenten TSV Buchbach aus, womit man die Qualifikation für den DFB-Pokal verpasste. In der Saison 2022/23 lieferte man sich mit den abgestiegenen Würzburger Kickers einen Zweikampf um den Drittligaaufstieg. Im März 2023 teilte Wagner mit, seinen zum Saisonende auslaufenden Vertrag nicht zu verlängern. Im weiteren Saisonverlauf führte er den Verein zur Meisterschaft. In den anschließenden Aufstiegsspielen setzte man sich gegen den Meister der Regionalliga Nordost, Energie Cottbus, durch und stieg in die 3. Liga auf. Nach dem Aufstieg verließ er den Verein.

### Rückkehr zum DFB
Im Sommer 2023 wurde Wagner Co-Trainer von Hannes Wolf bei der deutschen U20-Nationalmannschaft. Nach der Freistellung des Bundestrainers Hansi Flick übernahm der Sportdirektor Rudi Völler die A-Nationalmannschaft interimsweise für das Testspiel gegen Frankreich am 12. September 2023. Wagner und Wolf assistierten ihm bei diesem Spiel, das mit 2:1 gewonnen wurde. Anschließend verblieb Wagner dauerhaft bei der A-Nationalmannschaft und wurde neben Benjamin Glück Co-Trainer des neuen Bundestrainers Julian Nagelsmann. Sie trainierten die Nationalmannschaft bei der Europameisterschaft 2024 im eigenen Land, bei der man im Viertelfinale am späteren Europameister Spanien scheiterte. Ende April 2025 entsprach der DFB Wagners Wunsch, den Verband nach der Endrunde der UEFA Nations League 2024/25 zu verlassen.

### FC Augsburg
Zur Saison 2025/26 wurde Wagner als Nachfolger von Jess Thorup Cheftrainer des FC Augsburg. Er unterschrieb beim Bundesligisten einen Vertrag bis zum 30. Juni 2028.

## Tätigkeit als TV-Kommentator
Wagner begleitete als Experte beim ZDF Live-Übertragungen als Nachfolger von Oliver Kahn, der in den Vorstand von Bayern München wechselte. Er gab am 23. August 2020 sein Debüt beim Champions-League-Finale.
Einen Monat später wechselte er zum Streamingdienst DAZN, bei dem er erstmals als Co-Kommentator und Experte beim DFL-Supercup zum Einsatz kam. Er nahm dort den Platz von Per Mertesacker ein, der im Gegenzug zum ZDF wechselte. Sein letztes Spiel dort war SC Freiburg–VfL Wolfsburg am 33. Spieltag der Bundesliga-Saison 2022/23.
Wagner war für das ZDF bei der Fußball-Europameisterschaft 2021 Experte und Co-Kommentator, ebenso bei der Fußball-Weltmeisterschaft 2022. Nach seiner Berufung in den Trainerstab der A-Nationalmannschaft im September 2023 übernahm René Adler Wagners Rolle.

## Erfolge

### Als Spieler
Nationalmannschaft
- Confed-Cup-Sieger: 2017
- U21-Europameister: 2009

Vereine
- Deutscher Meister (3): 2008, 2018, 2019 (alle FC Bayern München)
- Deutscher Pokalsieger: 2019 (FC Bayern München)
- Deutscher Supercupsieger: 2018 (FC Bayern München)
- Deutscher Ligapokalsieger: 2007 (FC Bayern München)
- Deutscher Zweitligameister und Aufstieg in die Bundesliga: 2013 (Hertha BSC)

Individuell
- Torschützenkönig der A-Junioren-Bundesliga Süd/Südwest: 2006 (mit Patrick Mayer)

### Als Trainer
- Aufstieg in die 3. Liga: 2023 (SpVgg Unterhaching)
- Meister der Regionalliga Bayern: 2023 (SpVgg Unterhaching)
- Aufstieg in die A-Junioren-Bundesliga Süd/Südwest: 2021 (SpVgg Unterhaching)